# Pararchaea
Pararchaea és un gènere d'aranyes araneomorfes de la família dels malkàrids (Malkaridae). Fou descrit per primera vegada l'any 1955 per M. G. Forster.
Segons el World Spider Catalog de desembre de 2018, conté només una espècie: Pararchaea alba, que és endèmica de Nova Zelanda.

## Descripció
El cos de l'holotip masculí fa 0,631 mm de longitud per 0,581 mm i l'abdomen 0,913 mm de llarg per 0,581 mm. El cos del paratip femení és de 0,788 mm de llarg per 0,763 mm i l'abdomen 0,954 mm de longitud per 0,792 mm.